# Hinternaßfeldalm
Die Hinternaßfeldalm (auch Hinternassfeldalm und Hintere Nassfeldalm) ist eine Alm in der Gemeinde Bad Gastein im österreichischen Bundesland Salzburg.

## Lage und Charakteristik

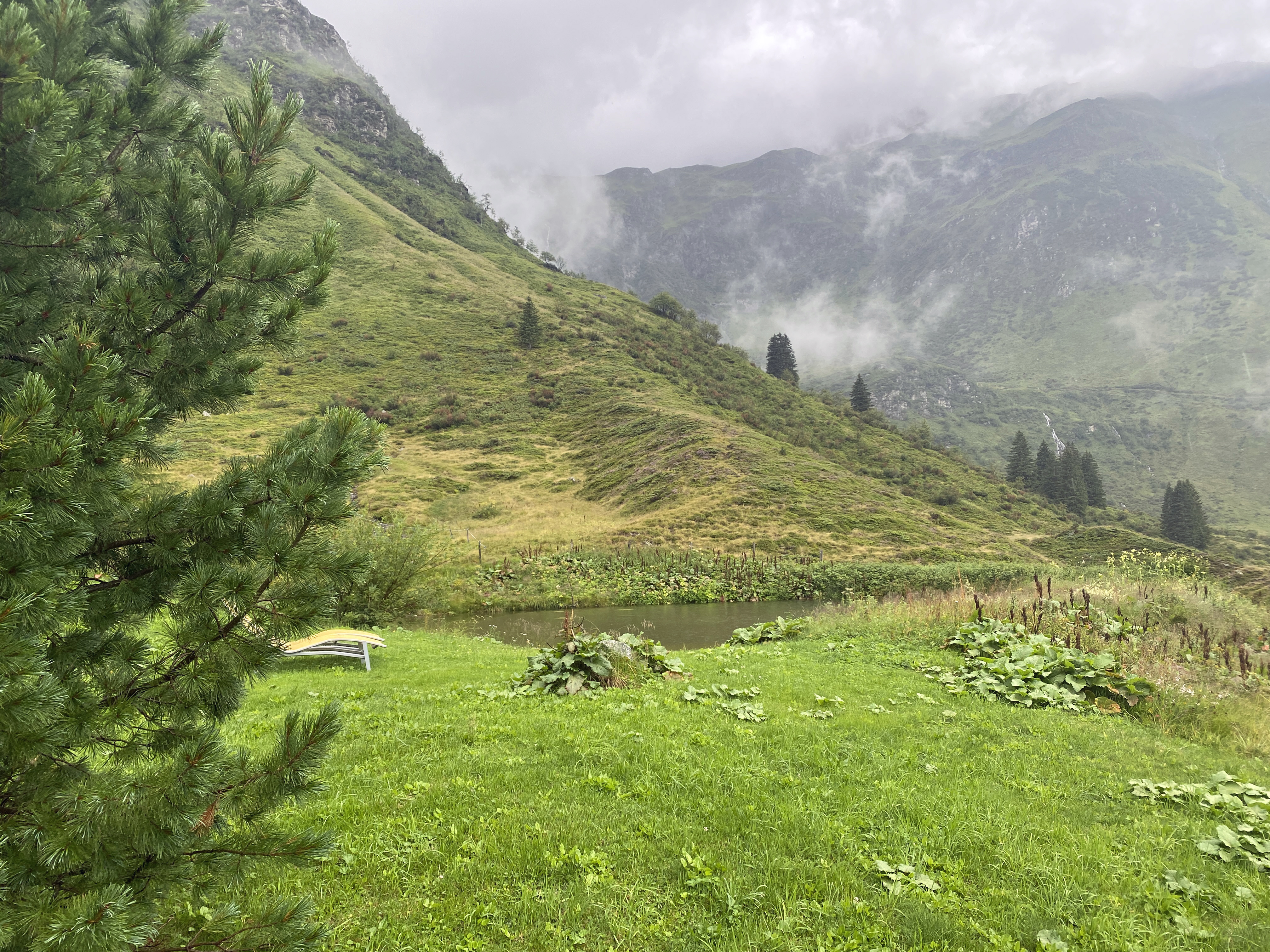
Tümpel auf der Hinternaßfelalm

Die Hinternaßfeldalm liegt im Naßfelder Tal an den nordöstlichen Hängen des Wasigen Kopfes in der Goldberggruppe. Sie gehört zur Ortschaft Bad Gastein, zur Katastralgemeinde Böckstein und zum Landschaftsschutzgebiet Gasteiner-Tal. Sie befindet sich am linken Flussufer der Nassfelder Ache, in die nördlich der Alm der Schlapperebenbach mündet.
Auf der Hinternaßfeldalm steht auf einer Höhe von 1622 m ü. A. ein Jagdhaus. Der Stall daneben wurde aus Bruchsteinen erbaut und weist ein Blechdach auf. Im Osten des Heuangers der Alm ist ein betonverstärktes Fundament aus flachen Feldsteinen sichtbar. Westlich der Alm wächst ein Grünerlen-Buschwald. Im Süden gedeihen Rostblättrige Alpenrosen (Rhododendron ferrugineum). Zur Nassfelder Ache hin erstrecken sich ein kleines Niedermoor und ein naturnaher Tümpel. Bei der Hinternaßfeldalm verläuft der Weitwanderweg Rupertiweg.

## Geschichte
Frühere Namen der Hinternaßfeldalm waren Reckalm, Reck-Hütte, Röckalm, Schweizer Hütte, Straubingeralm und Straubinger Hütte. Das Jagdhaus auf der Alm wurde in den 1970er Jahren erbaut.